# تپه جعفر قلی
تپه جعفر قلی مربوط به دوران پیش از تاریخ ایران باستان است و در شهرستان بیله‌سوار، بخش مرکزی، روستای جعفر قلی واقع شده و این اثر در تاریخ ۵ آذر ۱۳۸۰ با شمارهٔ ثبت ۴۳۷۰ به‌عنوان یکی از آثار ملی ایران به ثبت رسیده است.